# Marches orangistes

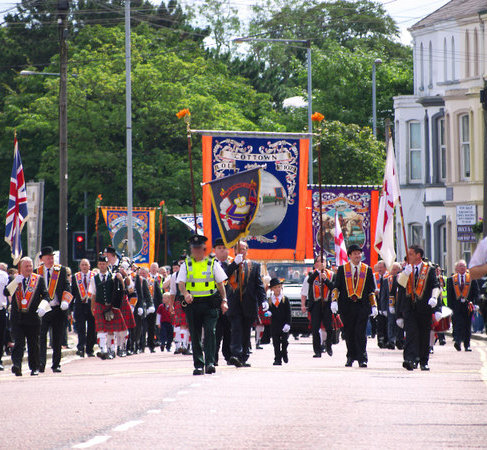
Orangistes marchant à Bangor (2010).

Les marches orangistes sont une série de marches organisées régulièrement par des loges de l'Ordre d'Orange, principalement en Irlande du Nord. Les marches les plus connues se déroulent l'été et sont liées aux célébrations du 12 juillet marquant la victoire de Guillaume d'Orange sur Jacques II à la bataille de la Boyne en 1690. Certains itinéraires de marches orangistes font l'objet de contestations émises par des nationalistes irlandais qui considèrent ces défilés comme sectaires et triomphalistes, et ont pu donner lieu à des confrontations violentes, notamment à Drumcree, dans les années 1990. 

## Historique

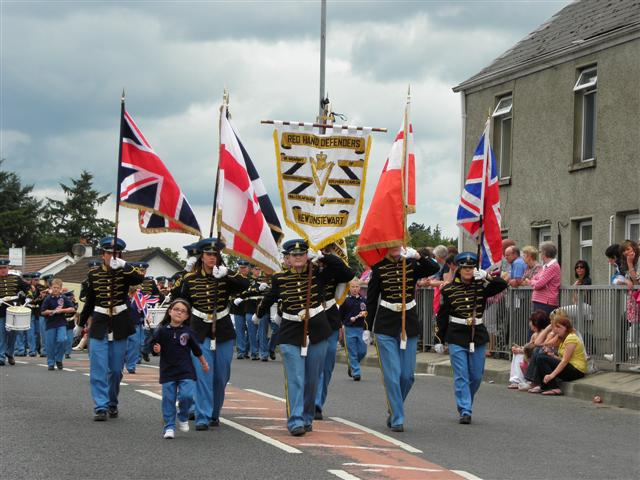
Les flûtistes Red Hand Defenders marchant à Newtownstewart (2010).

La « saison des marches » fait généralement référence aux mois d'avril à août en Irlande du Nord et comprend les marches de plusieurs associations, dont la plus importante est l'ordre d'Orange. Les loges locales organisent leurs propres marches localement. Le 12 juillet, elles se joignent à un défilé plus important, qui peut comporter des loges écossaises. 
Certaines marches commémorent des événements historiques. Les marches du 12 juillet commémorent la bataille de la Boyne. D'autres marches organisées début juillet commémoraient à l'origine la participation de la 36e division (Ulster) à la bataille de la Somme. Depuis le début des troubles, la plupart de ces défilés ont évolué et n'ont guère de lien manifeste avec la Première Guerre mondiale. 
Un certain nombre de marches commémorent des événements emblématiques de l'histoire protestante, comme les marches organisées le 31 octobre, à l'occasion de la fête de la Réformation, qui rappelle les 95 thèses affichées par Martin Luther à la porte de l'église de Wittemberg
Les marches sont généralement accompagnée par une fanfare, avec des flûtes et des tambours. En règle générale, il y a une bande par loge. Certains orchestres ont des liens formels avec la loge, mais il peut également s'agit d'un orchestre engagé pour le défilé.
Les femmes participent aux marches. Un ordre féminin orangiste, l'Association of Loyal Orangewomen of Ireland, est créé en 1912. Certaines marches incluent des manifestants en costume historique, par exemple, un personnage habillé en Guillaume d'Orange sur un cheval blanc, ou en costume militaire pour rappeler la bataille de la Somme. 

### Tenues de marche

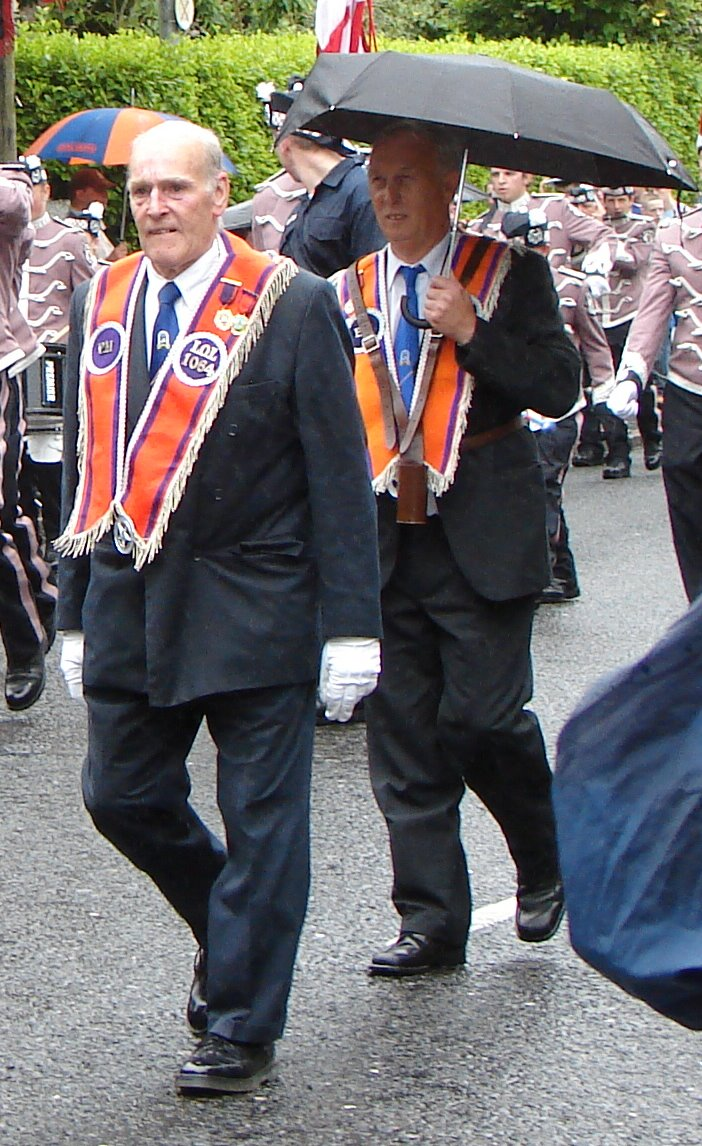
Orangistes en tenue de marche.

Les orangistes portent des costumes sombres, auxquels s'ajoutent souvent des gants blancs, éventuellement des parapluies. Les membres des loges portent un sash, écharpe orange en forme de V portant le nom et le numéro de leur loge. La plupart des loges arborent au moins un drapeau, le plus souvent l'Union Flag, l'Ulster Banner, le drapeau de l'Ordre, ou encore d'autres bannières, représentant différents thèmes récurrents, souvent Guillaume d'Orange sur son cheval à la bataille de la Boyne, des membres décédés de la loge ou encore une Bible. 

Bannières orangistes
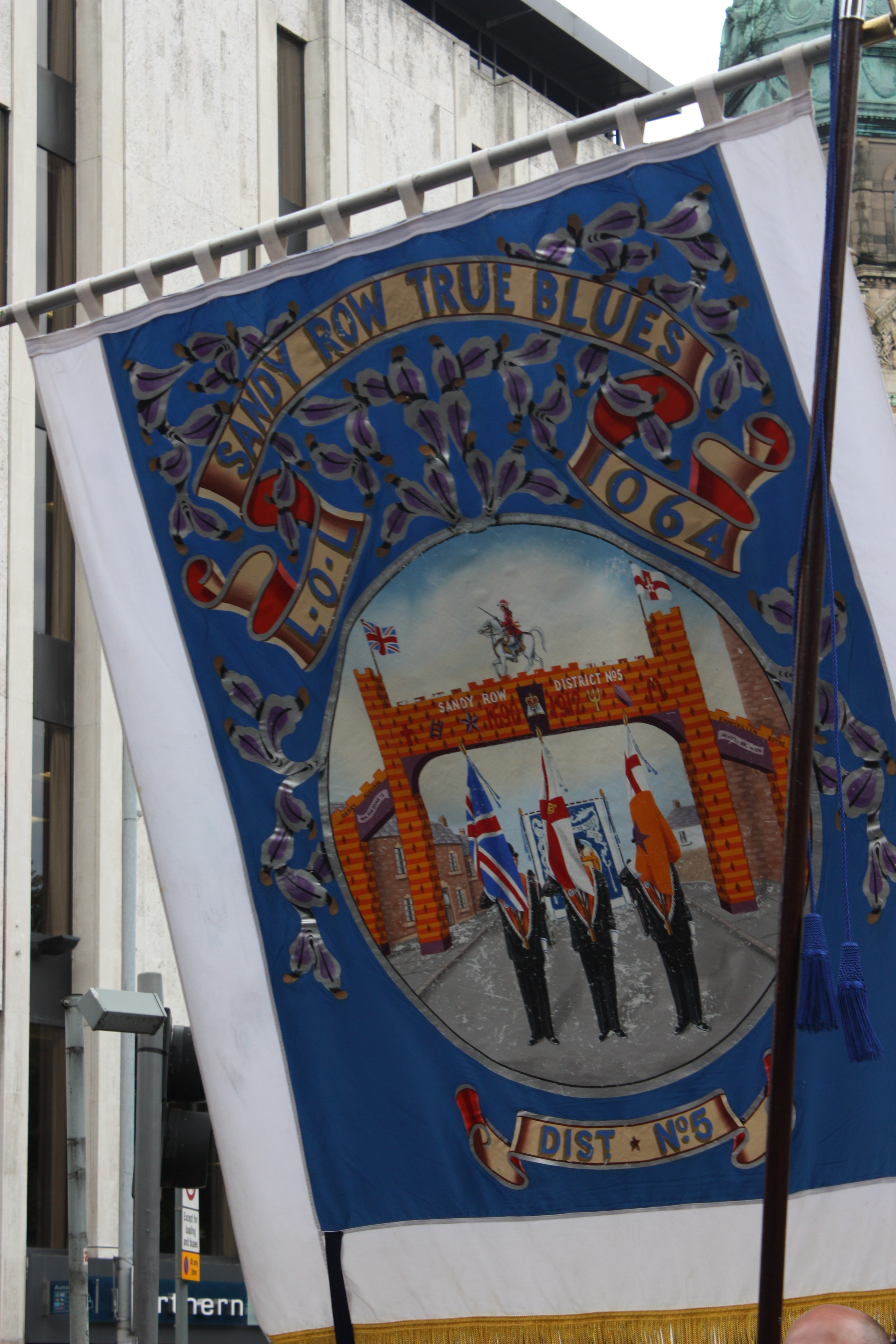
Arc orangiste, loge de Sandy Row, Belfast.
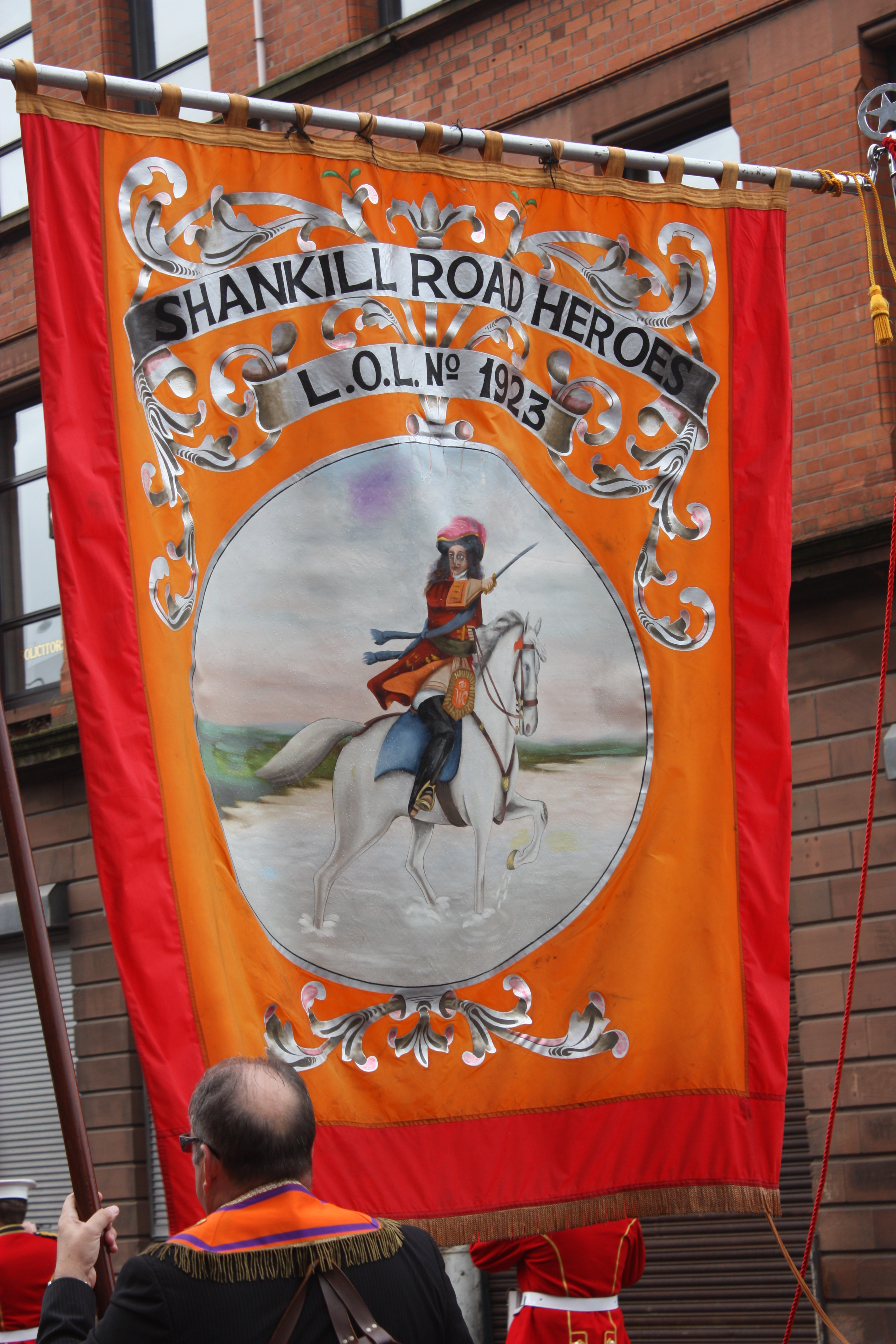
« King Billy », Shankill Road, Belfast.
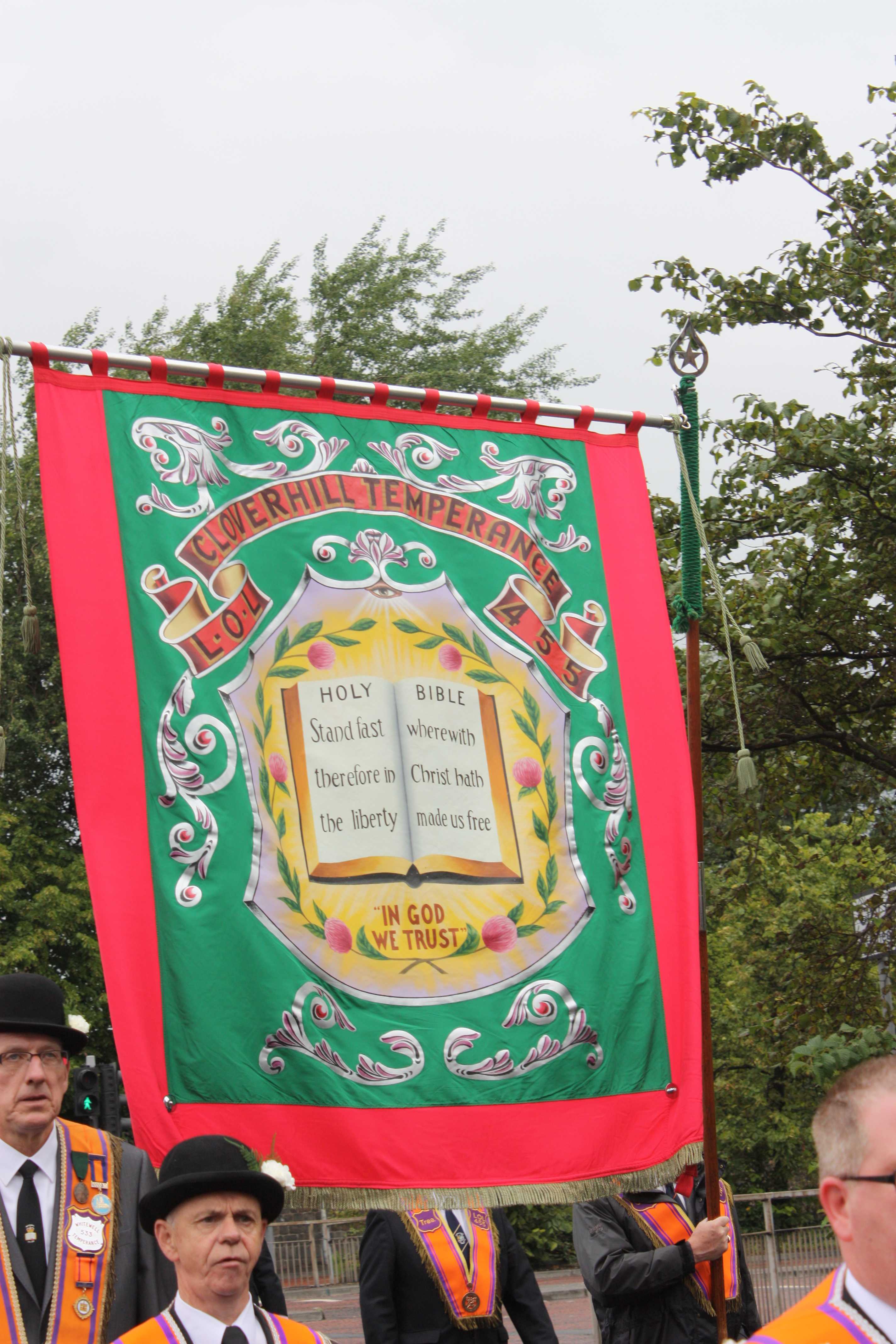
La Bible, loge de Clover Hill, Belfast.
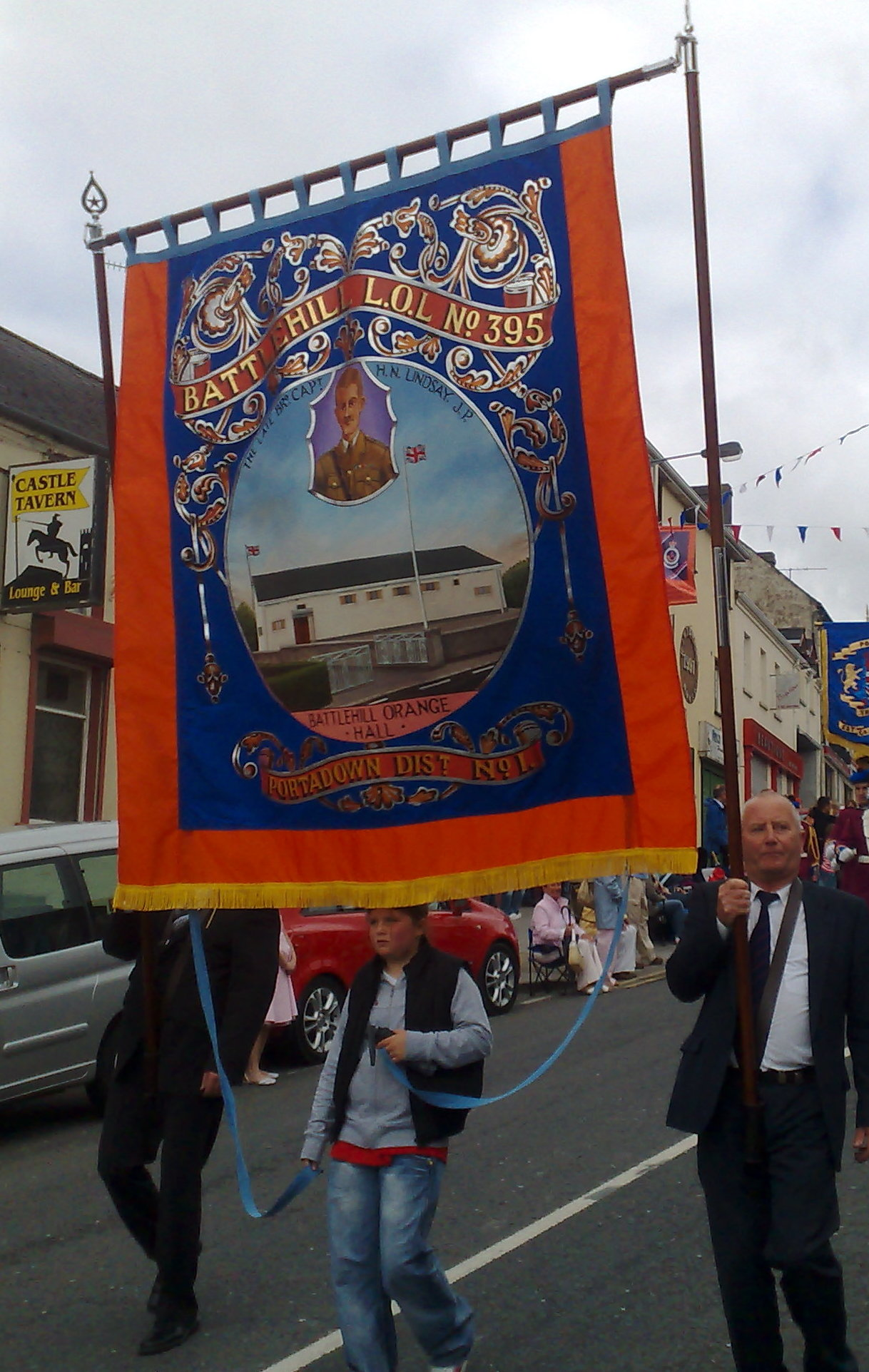
Hall orangiste, Loge 395, Battlehill

## Controverses

### Itinéraires
Tout au long de l'histoire de l'ordre d'Orange, les marches se sont heurtées à l'opposition, à la fois des catholiques et des nationalistes, qui les ont considérées comme sectaires et triomphalistes. Les conflits  surviennent généralement lorsque l'itinéraire de la marche passe à travers ou à proximité d'une zone résidentielle catholique. Dans certains cas, un dispositif policier conséquent est mis en place, pour éviter des incidents entre marcheurs et résidents, et des confrontations entre groupes paramilitaires loyalistes et républicains. Dans les années 1970 et en lien avec les Troubles, les marches ont été interdites à plusieurs reprises, mais jamais le 12 juillet. 
Alors que plus de 2 000 défilés annuels se déroulent en Irlande du Nord, seuls quelques-uns sont considérés comme très controversés, le plus connu étant la confrontation de Drumcree. En raison du refus de la commission des parades (en) d'autoriser la loge de Portadown à emprunter un itinéraire qui traverse le quartier catholique de Garvaghy Road lors des célébrations annuelles du début juillet. Le déroulement de cette marche sous haute protection militaire et les circonstances de son interdiction ont provoqué des graves incidents à la fin des années 1990. 

### Arguments
Les opposants aux marches orangistes insistent sur les désagréments que causent les marches aux résidents des secteurs, en raison des mesures prises, notamment les routes barrées et les dispositifs policiers, ainsi que les incidents liés. Ils relèvent également le caractère parfois insultant et triomphaliste des chants entonnés durant les marches. Un observateur a même soutenu que l'Institution Orange et ses manifestations dénient aux nationalistes et aux catholiques leurs droits humains
L'ordre d'Orange pour sa part invoque un droit fondamental de marcher et considère qu'il ne porte pas la responsabilité des inconvénients observés. Alors que la commission des marches exige des négociations préalables entre orangistes et comités de résidents, l'ordre ne se résout pas toujours à négocier avec les associations de résidents, car il estime que celles-ci ont des motivations politiques et ne représentent pas les opinions réelles des résidents. 
Dans une enquête menée en 2011 auprès des Orangistes dans toute l'Irlande du Nord, 58% ont déclaré qu'ils devraient être autorisés à marcher dans les zones nationalistes sans restrictions, et seuls 20% ont déclaré qu'ils devraient d'abord négocier les conditions de la marche avec les résidents des quartiers traversés.

## Marches orangistes en dehors de l'Irlande du Nord

### Irlande et Écosse

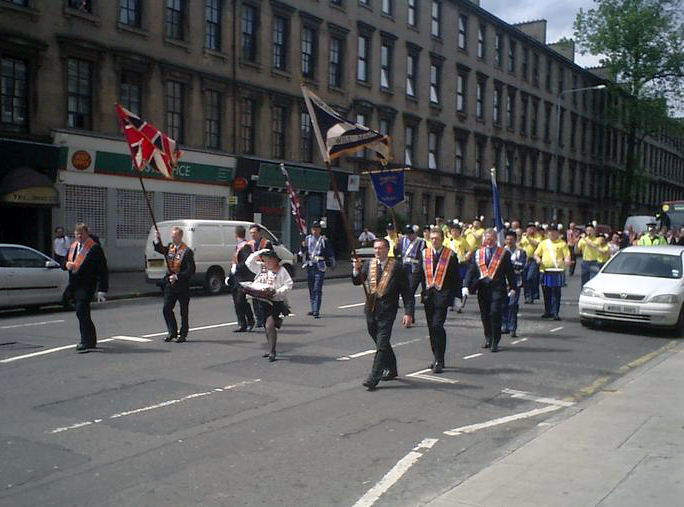
Marche orangiste à Glasgow en 2003.

Depuis la partition, les marches orangistes en république d'Irlande ont quasiment disparu, la dernière marche à Dublin remonte à 1937, et seule une marche a lieu à Rossnowlagh, dans le comté de Donegal, près de la frontière avec l'Irlande du Nord. Une marche prévue à Dublin en 2006 a été annulée en raison des émeutes qui ont éclaté avant même son déroulement. 
Plusieurs marches orangistes se déroulent en Écosse, à Glasgow, à Édimbourg, dans l'Ayrshire, dans le Renfrewshire et dans le West Lothian. 
En 2003, une enquête menée auprès de 1 029 Écossais indique que 53% sont favorables à l'interdiction des marches orangistes, tandis que 24% souhaitent leur maintien, les catholiques se montrant plus favorables que les protestants à l'interdiction (66% et 39% respectivement). 
Le conseil municipal de Glasgow a pris en 2010 des mesures pour limiter le nombre de marches orangistes, particulièrement en centre ville. 
Les marches sont critiquées comme des incitations à la haine et à la violence. 

### Australie et Canada
Un certain nombre de marches se déroulaient en Australie au début du XXe siècle, provoquant là aussi des conflits entre catholiques et protestants. Un défilé annuel du 12 juillet est organisé à Adélaïde, tandis que les marches en Nouvelle-Zélande ont disparu après les années 1920. 
Au Canada, une marche orangiste se déroule à Toronto chaque année depuis 1821,. Une marche a lieu en Angleterre, à Liverpool.